# Torre dei Corsari

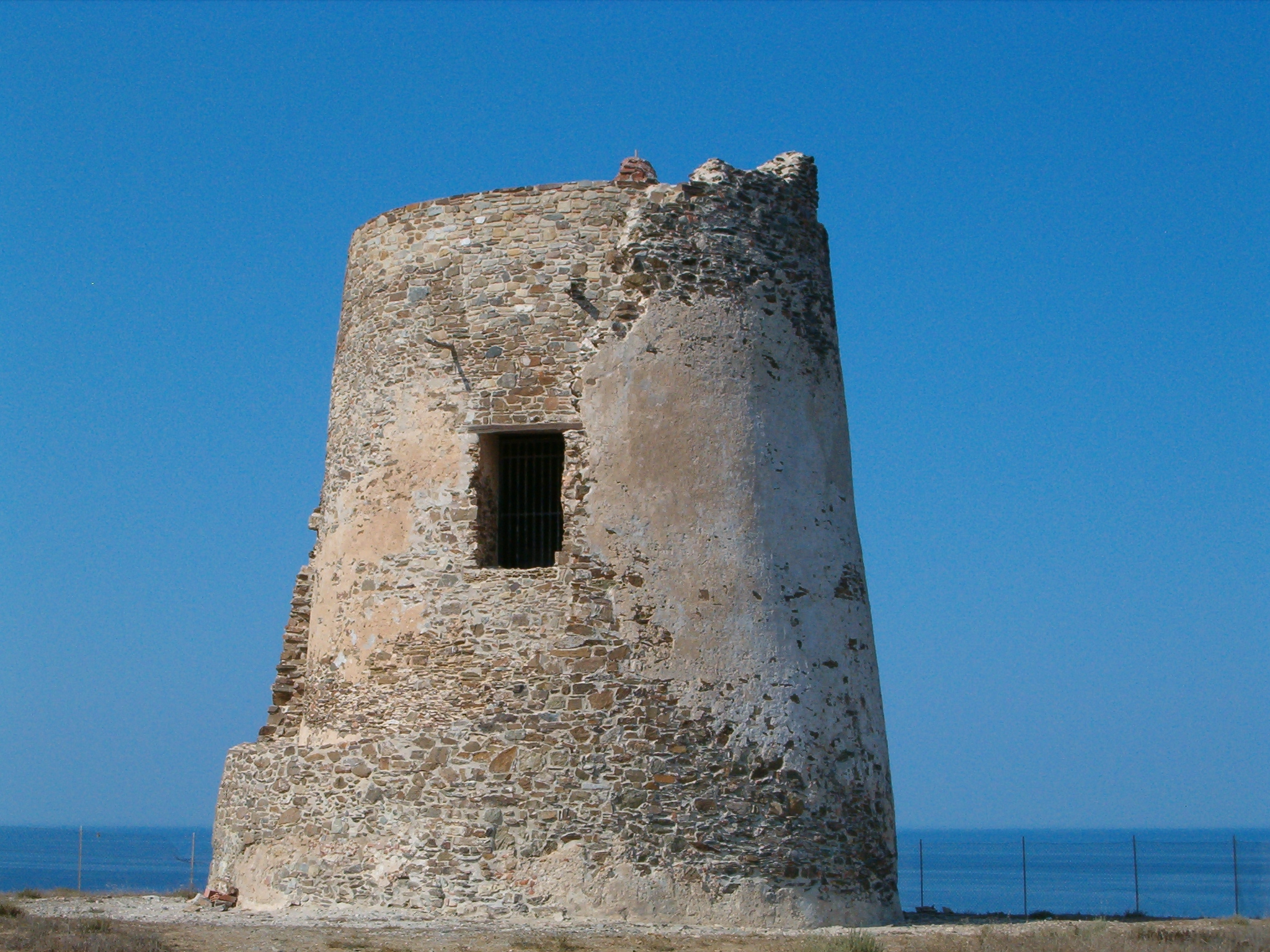
Der „Piratenturm“ von Torre dei Corsari

Der Strand von Torre dei Corsari

Torre dei Corsari (deutsch: Piratenturm) ist der Name eines kleinen Ferienortes in der Provinz Medio Campidano an der Westküste Sardiniens und die italienische Bezeichnung für einen Genueser- oder Sarazenenturm. Der Ort liegt südlich von Oristano und nördlich der Costa Verde, einer etwa 47 km langen Küste, die von Capo Frasca im Norden und Capo Pecora im Süden eingeschlossen wird. Die Region grenzt an die Marmilla und das Iglesiente. Das nördlich von Torre dei Corsari gelegene Capo Frasca ist militärisches Sperrgebiet und wird von Oktober bis Ende Juni von der NATO zu Übungsflügen genutzt.
Der Turm, von dem die Siedlung Torre dei Corsari ihren Namen hat, wurde um 1600 von den Katalanen zum Schutz der Küste gebaut. Es gab etwa 2000 Türme dieser Art an den Küsten Sardiniens. Da der Turm einsturzgefährdet war, wurde er von 2003 bis 2005 komplett restauriert.